# Пасе, Карлус
Жозе́ Ка́рлус Пасе́, иногда также Па́че (порт. José Carlos Pace, 6 октября 1944, Сан-Паулу — 18 марта 1977, Майрипоран) — бразильский автогонщик, участник чемпионата мира Формулы-1. Он принял участие в 73 Гран-при чемпионата мира Формулы-1, дебютировав 4 марта 1972 на Гран-при ЮАР. Он выиграл одну гонку, шесть раз побывал на подиуме и заработал 58 очков. Также в его активе одна поул-позиция, заработанная на Гран-при ЮАР 1975 года. Пасе погиб в авиакатастрофе в начале 1977 года. Трасса, на которой раньше проходил Гран-при Бразилии, а сейчас проходит Гран-при Сан-Паулу, в качестве признания его успехов, носит его имя — «автодром имени Жозе Карлуса Пасе». Бывший владелец Brabham и бывший обладатель коммерческих прав на Формулу-1, Берни Экклстоун, высоко оценил результаты Пасе и сказал, что если бы Карлус не погиб, то он бы никогда не стал прибегать к услугам трёхкратного чемпиона Ники Лауды. Пасе похоронен на кладбище Cemitério do Araça в Сан-Паулу.

## Результаты выступлений в Формуле-1
| Легенда к таблице |                                                                    |
| --- | ------------------------------------------------------------------ |
| В таблице перечислены результаты всех Гран-при Формулы-1, в которых принимал участие гонщик. Строками таблицы являются сезоны, столбцами — этапы чемпионата мира. В каждой клетке указаны сокращённое название этапа и результат, дополнительно обозначенный цветом. Расшифровка обозначений и цветов представлена в нижеследующей таблице. |                                                                    |
| \| Пример \| Описание \| \| ------------ \| ------------------------------------------------------------------ \| \| 1 \| Победитель \| \| 2 \| Второе место \| \| 3 \| Третье место \| \| 5 \| Финишировал, заработав очки \| \| Сход \| Не финишировал, но при этом заработал очки \| \| 12 \| Финишировал, не получив очков \| \| НКЛ \| Финишировал, но не попал в финальную классификацию \| \| 15 \| Участвовал вне зачёта, либо по отдельной классификации \| \| 18 \| Не финишировал, но попал в финальную классификацию \| \| Сход \| Не финишировал \| \| НКВ \| Не прошёл квалификацию \| \| НПКВ \| Не прошёл предквалификацию \| \| ДСК \| Дисквалифицирован \| \| ИСК \| Исключён из протокола соревнований \| \| ТТ \| Заявлен для участия только в тренировках \| \| НС \| Участвовал в квалификации, но не стартовал в гонке \| \| Т \| Травмирован или болен \| \| ОТК \| Отказ от участия \| \| НТР \| Прибыл на соревнования, но на трассу не выезжал \| \| НПР \| Был заявлен в числе участников, но не прибыл к началу соревнований \| \| О \| Соревнования отменены \| \| \| Не участвовал \| \| Поул-позиция \| \| \| Быстрый круг \| \| |                                                                    |
| Пример | Описание                                                           |
| 1 | Победитель                                                         |
| 2 | Второе место                                                       |
| 3 | Третье место                                                       |
| 5 | Финишировал, заработав очки                                        |
| Сход | Не финишировал, но при этом заработал очки                         |
| 12 | Финишировал, не получив очков                                      |
| НКЛ | Финишировал, но не попал в финальную классификацию                 |
| 15 | Участвовал вне зачёта, либо по отдельной классификации             |
| 18 | Не финишировал, но попал в финальную классификацию                 |
| Сход | Не финишировал                                                     |
| НКВ | Не прошёл квалификацию                                             |
| НПКВ | Не прошёл предквалификацию                                         |
| ДСК | Дисквалифицирован                                                  |
| ИСК | Исключён из протокола соревнований                                 |
| ТТ | Заявлен для участия только в тренировках                           |
| НС | Участвовал в квалификации, но не стартовал в гонке                 |
| Т | Травмирован или болен                                              |
| ОТК | Отказ от участия                                                   |
| НТР | Прибыл на соревнования, но на трассу не выезжал                    |
| НПР | Был заявлен в числе участников, но не прибыл к началу соревнований |
| О | Соревнования отменены                                              |
| | Не участвовал                                                      |
| Поул-позиция |                                                                    |
| Быстрый круг |                                                                    |

| Год  | Команда                      | Шасси         | Двигатель          | 1        | 2        | 3        | 4        | 5        | 6        | 7        | 8       | 9        | 10       | 11       | 12       | 13       | 14       | 15       | 16       | 17  | Место | Очки |
| ---- | ---------------------------- | ------------- | ------------------ | -------- | -------- | -------- | -------- | -------- | -------- | -------- | ------- | -------- | -------- | -------- | -------- | -------- | -------- | -------- | -------- | --- | ----- | ---- |
| 1972 | Team Williams-Motul          | March 711     | Cosworth V8        | АРГ      | ЮАР 17   | ИСП 6    | МОН 17   | БЕЛ 5    | ФРА Сход | ВЕЛ Сход | ГЕР НКЛ | АВТ НКЛ  | ИТА Сход | КАН 9    | США Сход |          |          |          |          |     | 18    | 3    |
| 1973 | Brooke Bond Oxo Team Surtees | Surtees TS14A | Cosworth V8        | АРГ Сход | БРА Сход | ЮАР Сход | ИСП Сход | БЕЛ 8    | МОН Сход | ШВЕ 10   | ФРА 13  | ВЕЛ Сход | НИД 7    | ГЕР 4    | АВТ 3    | ИТА Сход | КАН Сход | США Сход |          |     | 11    | 7    |
| 1974 | Team Surtees                 | Surtees TS16  | Cosworth V8        | АРГ Сход | БРА 4    |          |          |          |          |          |         |          |          |          |          |          |          |          |          |     | 12    | 11   |
| 1974 | Bang & Olufsen Team Surtees  | Surtees TS16  | Cosworth V8        |          |          | ЮАР 11   | ИСП 13   | БЕЛ Сход | МОН Сход | ШВЕ Сход | НИД     |          |          |          |          |          |          |          |          |     | 12    | 11   |
| 1974 | Hexagon Racing               | Brabham BT42  | Cosworth V8        |          |          |          |          |          |          |          |         | ФРА НКВ  |          |          |          |          |          |          |          |     | 12    | 11   |
| 1974 | Motor Racing Developments    | Brabham BT44  | Cosworth V8        |          |          |          |          |          |          |          |         |          | ВЕЛ 9    | ГЕР 12   | АВТ Сход | ИТА 5    | КАН 8    | США 2    |          |     | 12    | 11   |
| 1975 | Martini Racing               | Brabham BT44B | Cosworth V8        | АРГ Сход | БРА 1    | ЮАР 4    | ИСП Сход | МОН 3    | БЕЛ 8    | ШВЕ Сход | НИД 5   | ФРА Сход | ВЕЛ 2    | ГЕР Сход | АВТ Сход | ИТА Сход | США Сход |          |          |     | 6     | 24   |
| 1976 | Martini Racing               | Brabham BT45  | Alfa Romeo Flat-12 | БРА 10   | ЮАР Сход | СШЗ 9    | ИСП 6    | БЕЛ Сход | МОН 9    | ШВЕ 8    | ФРА 4   | ВЕЛ 8    | ГЕР 4    | АВТ Сход | НИД Сход | ИТА Сход | КАН 7    | США Сход | ЯПО Сход |     | 14    | 7    |
| 1977 | Martini Racing               | Brabham BT45  | Alfa Romeo Flat-12 | АРГ 2    | БРА Сход |          |          |          |          |          |         |          |          |          |          |          |          |          |          |     | 15    | 6    |
| 1977 | Martini Racing               | Brabham BT45B | Alfa Romeo Flat-12 |          |          | ЮАР 13   | СШЗ      | ИСП      | МОН      | БЕЛ      | ШВЕ     | ФРА      | ВЕЛ      | ГЕР      | АВТ      | НИД      | ИТА      | США      | КАН      | ЯПО | 15    | 6    |